# عرض آل علي بن سعيد (سيئون)

تعديل مصدري - تعديل

عرض ال علي بن سعيد هي إحدى قرى عزلة سيئون بمديرية سيئون التابعة لمحافظة حضرموت، بلغ تعداد سكانها 594 نسمة حسب تعداد اليمن لعام 2004.